# James Gordon Bennett Sr.

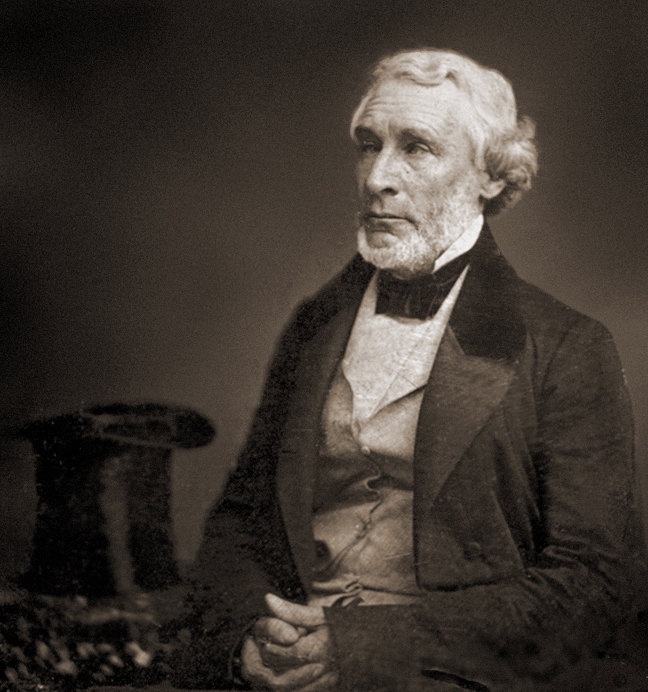
James Gordon Bennett Sr. (1851)

James Gordon Bennett Sr. (ur. 1 września 1795 w Newmill (Keith), zm. 1 czerwca 1872, na Manhattanie) – założyciel, redaktor i wydawca New York Herald. Ważna postać w historii amerykańskiej prasy.

## Życiorys

### Wczesne lata
James G. Bennett urodził się w małej szkockiej miejscowości w dobrze prosperującej rodzinie. Wychowany w wierze rzymskokatolickiej, w wieku 15 lat wstąpił do seminarium w Aberdeen, gdzie przygotowywał się do zostania księdzem. Po czterech latach nauki zrezygnował z tej drogi, po czym przez pięć lat podróżował po Szkocji, często przesiadując w bibliotekach i samodzielnie poszerzając w ten sposób swoje horyzonty. W 1819 roku wraz z przyjacielem popłynął do Ameryki Północnej. Po czterech tygodniach na morzu wylądowali w Halifax w Nowej Szkocji, gdzie Bennett krótko pracował jako nauczyciel. Gdy zarobił dość pieniędzy, by ruszyć do USA, zrezygnował z pracy i popłynął na południe do Portland w stanie Maine, gdzie podjął pracę w szkole w wiosce Addison. Następnie w Nowy Rok 1820 przeniósł się do Bostonu w stanie Massachusetts. W ciągu kolejnych kilku lat pracował w Nowej Anglii jako korektor i księgarz, a następnie zatrudnił się w Charleston Courier w Charleston w Karolinie Południowej, gdzie zajmował się tłumaczeniem wiadomości z języka hiszpańskiego na angielski. W 1823 r. Przeniósł się na północ do Nowego Jorku, gdzie najpierw pracował jako niezależny pisarz, a następnie asystent redaktora New York Courier and Enquirer, jednej z najstarszych gazet w mieście.

### New York Herald
W maju 1835 r. po kilku nieudanych próbach wystartowania z własną gazetą, założył New York Herald – dziennik, w którym publikowano informacje o wydarzeniach z kraju. Gazeta zyskała rozgłos w kwietniu 1836 r., po zaprezentowaniu na pierwszej stronie relacji o makabrycznym zabójstwie w Buffallo prostytutki Helen Jewett.
W historii prasy Bennett zasłynął przede wszystkim wprowadzeniem nowego gatunku relacji – wywiadu prasowego. Pierwszym opublikowanym w gazecie wywiadem była jego rozmowa z pocztmistrzem z Buffalo, który znalazł się w wydaniu dziennika z dnia 13 października 1835 roku.
Gazeta wydawana przez Bennetta zasłynęła też zainicjowaniem publikowania informacji prasowych opłacanych z góry przez reklamodawców, co później stało się standardową formą pozyskiwania dodatkowych dochodów w branży wydawniczej. Bennett był również pionierem w wykorzystywaniu nowoczesnych technologii do gromadzenia i zgłaszania wiadomości, a także w dodawaniu do treści ilustracji – najczęściej w formie drzeworytów. W 1839 r. w gazecie opublikowano pierwszy w historii wywiad na wyłączność z prezydentem Stanów Zjednoczonych, Martinem Van Burenem (żył 1782–1862, urzędował w latach 1837–1841).

## Życie prywatne
6 czerwca 1840 roku w Nowym Jorku odbył się ślub Bennetta z Henriettą Agnes Crean. Mieli troje dzieci, w tym:
- James Gordon Bennett, Jr. (1841–1918)
- Jeanette Gordon Bennett (zm. 1936), która wyszła za mąż za Izaaka Bella Jr. (1846–1889)

Bennett zmarł na Manhattanie w Nowym Jorku 1 czerwca 1872 r. Został pochowany na cmentarzu Green-Wood na Brooklynie w Nowym Jorku.